# Slavia Winterslag
Slavia Winterslag was een Belgische voetbalclub uit Winterslag.

## Geschiedenis
De club werd in 1917 opgericht door Oost-Europese migranten die in de steenkoolmijn kwamen werken. De club werd genoemd naar Slavia Praag dat destijds een topclub was in de toenmalige Boheemse competitie. In 1924 sloot de club zich aan bij de Belgische Voetbalbond, één jaar na FC Winterslag, dat in 1923 het levenslicht zag. Hierdoor kreeg Slavia een later stamnummer (341) dan FC Winterslag. De club speelde vier jaar in de Belgische competitie en werd in oktober 1928 ontbonden.